# Uqturpan
Uqturpan (tiếng Uyghur: ئۇچتۇرپان ناھىيىسى, Uchturpan Nahiyisi, Uqturpan Nah̡iyisiâm, Hán Việt: Ô Thập huyện, chữ Hán giản thể: 乌什县) là một huyện thuộc địa khu Aksu, Tân Cương, Cộng hòa Nhân dân Trung Hoa. Huyện này có diện tích 9012 ki-lô-mét vuông, dân số năm 2002 là 180.000 người. Về mặt hành chính, huyện này được chia thành 1 trấn Uqturpan và 8 hương.